# 슬리벤주

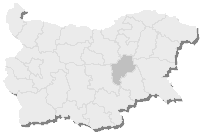
슬리벤 주의 위치

슬리벤주(불가리아어: Област Силистра)는 불가리아 남동부에 위치한 주로, 주도는 슬리벤이며 면적은 3,544km2, 인구는 218,474명, 자동차 번호는 CH이다.
북쪽으로는 터르고비슈테 주, 북동쪽으로는 슈멘 주, 동쪽으로는 부르가스 주, 남동쪽과 남쪽으로는 얌볼 주, 남서쪽과 서쪽으로는 스타라자고라 주, 북서쪽으로는 벨리코터르노보 주와 접하며 4개 시를 관할한다.

## 인구
| 연도                      | 인구    | ±%     |
| ------------------------- | ------- | ------ |
| 1946                      | 175,053 | —      |
| 1956                      | 193,309 | +10.4% |
| 1965                      | 219,702 | +13.7% |
| 1975                      | 232,986 | +6.0%  |
| 1985                      | 239,448 | +2.8%  |
| 1992                      | 234,785 | −1.9%  |
| 2001                      | 218,474 | −6.9%  |
| 2011                      | 197,473 | −9.6%  |
| 2021                      | 172,690 | −12.6% |
| 출처: pop-stat.mashke.org |         |        |

## 같이 보기
- 불가리아의 주